# Carl Petter Hofstedt
Carl Petter Hofstedt, född 12 maj 1813 i Högsby, Kalmar län, död 10 september 1897 i Fässberg. Han var en svensk klavermakare i Stockholm verksam 1846-1870.

## Biografi
Hofstedt var son till hovrättskommissarien Hans Peter Hofstedt och Anna Catharina Bergquist. 1827 flyttade familjen till Görväln i Järfälla socken 1829 började Hofstedt  arbeta som bodbetjänt hos Björkande i Klara församling, Stockholm. 1832 arbetade han som lärling hos snickaren Ågren i Klara församling.  Före 1849 bodde Hofstedt i Jakob och Johannes församling. Hofstedt med familj flyttade 1849 till Klara församling, Stockholm. Hofstedt bodde 1860 i kvarteret Apeln i Klara församling, Stockholm. 1862 flyttade familjen till kvarteret Blåman. 1865 flyttade familjen till kvarteret Lammet. 1869 flyttade familjen till kvarteret Järnplåten. Familjen flyttade 30 oktober 1870 till Göteborgs Kristine församling i Göteborg. 1877 flyttade Familjen tillbaka till Göteborg. Den 20 november 1880 flyttade Hofstedt till Stockholm och bosätter sig på Danviks hospital. Han bosatte sig 1890 hos sin dotter på Åby frälsegård i Fässberg. Hofstedt avled där den 10 september 1897.
Hofstedt gifte sig 31 oktober 1847 med Amalia Mathilda Lundgren (1829-1877). De fick tillsammans barnen Amalia Theresia (1852-1943), Clara Mathilda (född 1855), Axel Isidor (född 1858) och Robert Wilhelm (född 1871).